# Stichting Veteraan Autobussen
De Stichting Veteraan Autobussen is een stichting die historische Nederlandse autobussen bewaart, restaureert, conserveert en laat rijden. De stichting heeft een aantal vestigingen verspreid over het land.

## Geschiedenis
De Stichting Veteraan Autobussen werd in 1968 opgericht, destijds als onderdeel van de Autobus Documentatie Vereniging. Bij de spoorwegen en trams werden al gedurende enige tijd voertuigen bewaard door de NVBS en het Spoorwegmuseum. Inmiddels heeft de stichting in de ruim veertigjarige geschiedenis een verzameling opgebouwd van ruim 60 bussen. De oudste, een Magirus stadsbus uit Amsterdam, dateert van 1925 en de jongste, een Connexxion Den Oudsten Alliance B96, van 1998. Een deel van deze collectie (mobiel industrieel erfgoed) is inmiddels gerestaureerd en ook inzetbaar. Daarnaast zijn ook enkele grote restauratieprojecten onderhanden. Een deel van de collectie staat in depot, in afwachting van restauratie.
Over een echt landelijk busmuseum beschikt de SVA (nog) niet, maar wel over diverse werk- en stallingplaatsen. Vanwege de omvang van de collectie is deze niet op één plek ondergebracht, maar verspreid over verschillende locaties, onder de hoede van regionale werkgroepen. Deze verzorgen het feitelijke beheer van de bussen. Zij zijn in bepaalde mate zelfstandig, maar werken samen onder de vlag van de SVA.
De zeven regionale werkgroepen zijn:
- Regio Noord-Holland
- Apeldoorn/Arnhem
- Noord-Brabant
- Limburg
- Pijnacker
- Rotterdam
- Stichting WSM (Westland)

De SVA streeft ernaar een rijdend museum te zijn. Om de bussen aan het publiek te kunnen tonen, neemt zij dan ook regelmatig deel aan allerlei evenementen op het gebied van (historisch) vervoer en worden er voor haar donateurs regelmatig excursies georganiseerd. Ook worden de bussen in beperkte mate verhuurd, met name voor trouwritten.
Reeds vanaf haar oprichting draait de SVA volledig op de inzet van vrijwilligers, die zich als uitoefening van hun hobby inzetten voor alle voorkomende werkzaamheden binnen de stichting. Behalve actieve medewerkers kent de SVA ook donateurs: particulieren en bedrijven, die met een jaarlijkse bijdrage het werk van de stichting ondersteunen. Deze donaties vormen een belangrijke bron van inkomsten, aangezien de SVA niet structureel wordt gesubsidieerd. De opbrengsten van trouwritten en van de verkoop van autobuscuriosa, foto's, modelbussen en dergelijke vormen een aanvulling op de middelen voor restauratie en onderhoud.

## Wagenpark
| Werkgroep                                   | Bouwjaar | Merk                                         | Carrosserie       | Voormalige eigenaar | Afbeelding     |
| ------------------------------------------- | -------- | -------------------------------------------- | ----------------- | --- | -------------- |
| Pijnacker                                   | 1925     | Magirus                                      | Allan             | GVB Amsterdam, Gemeentetram Amsterdam 35                                                                                                |                |
| Pijnacker                                   | 1931     | Chevrolet                                    | Carboux           | J.J. Jansen 1 | Opname gewenst |
| Brabant                                     | 1934     | Ford                                         | Kusters & Lemmens | BBA 63 |                |
| Pijnacker                                   | 1936     | Krupp                                        | Verheul           | GTW 119 |                |
| Pijnacker                                   | 1938     | Citroën                                      | Van Leersum       | Verhoeks 2, ETAO 1 / 2 | Opname gewenst |
| Pijnacker                                   | 1940     | Kromhout                                     | Verheul           | GVB Amsterdam 157, Stichting MUSA |                |
| Pijnacker                                   | 1942     | Austin 'bellewagen'                          | Austin            | Gebr. Van Gog 1 | Opname gewenst |
| Pijnacker                                   | 1944     | Bedford                                      | Rokx (1951)       | J.J. Jansen 10 |                |
| 2018 naar Stichting Trolleymaterieel Arnhem | 1944     | Dodge Trolleybus-werkvoertuig                |                   | GVA | Opname gewenst |
| Brabant                                     | 1945     | Bedford                                      | Allan             | BBA 176 | Opname gewenst |
| Apeldoorn/Arnhem                            | 1947     | Ford                                         | Verheul           | GVA 58 / 51 |                |
| Brabant                                     | 1947     | Ford                                         | Jongerius         | BBA 353 GTW 988 |                |
| Pijnacker                                   | 1947     | Crossley                                     | De Schelde        | Nederlandse Spoorwegen, NTM, NBM, Velox 1108                                                                                            |                |
| Aalsmeer                                    | 1948     | GMC                                          | GMC               | NHADO 8 | Opname gewenst |
| Aalsmeer                                    | 1948     | Twin Coach                                   | Fageol            | VBL-Luzern 73 | Opname gewenst |
| Rotterdam                                   | 1948     | Saurer                                       | Seitz             | RET 223 |                |
| Trolley eigendom Connexxion/Hermes          | 1949     | BUT-Trolleybus                               | Verheul           | GVA, GVM, Oostnet, Connexxion 101 |                |
| Pijnacker                                   | 1950     | Berna                                        | Frech-Hoch        | A. Graff 3 |                |
| Apeldoorn/Arnhem                            | 1950     | Saurer                                       | Ramseier & Jenzer | OAK 4 |                |
|                                             | 1951     | International                                | ECF               | Merkus 89, Matser 23 | Opname gewenst |
| Pijnacker                                   | 1953     | Saurer                                       | Saurer            | Twerenbold, ex Fürler | Opname gewenst |
| Pijnacker                                   | 1955     | Verheul-Leyland Holland Coach                | Verheul           | GEVU 134 |                |
| Pijnacker                                   | 1956     | DAF                                          | Smit Appingedam   | Moorman 5 |                |
| 2018 naar Stichting Trolleymaterieel Arnhem | 1956     | BUT-Trolleybus                               | Verheul           | GVA 139 |                |
|                                             | 1957     | DAF                                          | Van Hool          | EHAD 28 | Opname gewenst |
| WSM                                         | 1958     | Leyland-Werkspoor (bolramer-streekbus)       | Werkspoor         | WSM, Westnederland 4697 |                |
| Aalsmeer                                    | 1953     | Mercedes-Benz                                | Den Oudsten       | Vermaat 24 | Opname gewenst |
| Aalsmeer                                    | 1959     | Mercedes-Benz                                | Roset             | Vermaat 53 |                |
| Pijnacker                                   | 1959     | Volvo                                        | Verheul           | Jac. van Dijk 72 | Opname gewenst |
| Aalsmeer                                    | 1960     | Leyland                                      | Verheul           | Maarse & Kroon 73 |                |
| Pijnacker                                   | 1960     | Volvo                                        | Domburg           | Speedwell 105, Delfland Tours 54 | Opname gewenst |
| Limburg                                     | 1960     | AEC                                          | Roset             | Limburgsche Tramweg-Maatschappij 5730, Stichting MUSA                                                                                   | Opname gewenst |
| Brabant                                     | 1961     | Volvo City Coach                             | ZABO              | BBA 549 |                |
| Rotterdam                                   | 1961     | Verheul-Kromhout                             | Werkspoor         | RET 754 |                |
| Apeldoorn/Arnhem, gestald in Arnhem         | 1961     | Volvo                                        | ZABO              | W.C. Tensen 46 |                |
| Brabant                                     | 1962     | DAF                                          | Den Oudsten       | Zuidooster 6778 (America-Californië) |                |
| Apeldoorn/Arnhem                            | 1962     | Leyland-Verheul                              | Verheul           | VAD 4341 | Opname gewenst |
| Apeldoorn/Arnhem                            | 1962     | Leyland-Van Hool                             | Van Hool          | VAD 7319 |                |
| Aalsmeer                                    | 1963     | Leyland                                      | Roset             | Maarse & Kroon, Centraal Nederland 251 Jules Verne                                                                                      |                |
| Pijnacker                                   | 1963     | Leyland                                      |                   | AMZ–De Baar & Leendertse 165 | Opname gewenst |
| Apeldoorn/Arnhem                            | 1963     | Mercedes-Benz                                | Domburg           | TAD 45 |                |
| Pijnacker                                   | 1966     | Leyland-Verheul                              | Verheul           | RTM 38 Wasbeer, ZWN 4342 |                |
| Pijnacker                                   | 1966     | Setra S9                                     | Kässbohrer        | Speedwell 16 |                |
| Brabant                                     | 1966     | Volvo                                        | Verheul           | BBA 432 |                |
| Apeldoorn/Arnhem                            | 1967     | Leyland                                      | Jonckheere        | Centrale Vervoersdienst Nijmegen 438 |                |
| Brabant                                     | 1968     | Leyland-Verheul LVB668 (standaard streekbus) | Verheul           | Zuidooster 1113 |                |
| Apeldoorn/Arnhem                            | 1968     | Leyland-Verheul LVB668                       | Verheul           | GVA 22, Stichting MUSA |                |
|                                             | 1968     | Mercedes-Benz                                | Den Oudsten       | GVB Dordrecht 19 | Opname gewenst |
| Limburg                                     | 1968     | Volvo                                        | Jonckheere        | Stadsbus Maastricht 32, Stichting MUSA                                                                                                  | Opname gewenst |
| Brabant                                     | 1969     | DAF stadsbus                                 | ZABO              | BBA 603 |                |
|                                             | 1969     | DAF                                          | Domburg           | Van Oeveren 23 | Opname gewenst |
| Rotterdam                                   | 1970     | DAF                                          | Verheul           | RTM 87 Vuurvlinder, ZWN 6081 | Opname gewenst |
| Brabant                                     | 1970     | Leyland-Den Oudsten                          | Den Oudsten       | Zuidooster 5518, Huize Maria Roepaan |                |
| Brabant                                     | 1971     | Leyland-Den Oudsten                          | Den Oudsten       | Zuidooster 5548, Huize Maria Roepaan |                |
| Aalsmeer                                    | 1971     | Leyland-Verheul                              | Domburg           | Maarse & Kroon, Centraal Nederland 1605, Stichting MUSA                                                                                 |                |
|                                             | 1972     | DAF                                          | Jonckheere        | AOT 722. Werd in 1996 aangeboden door de NZH. Deze bus is inmiddels afgevoerd wegens dubbeling met bus 721 (die op de foto is te zien). |                |
|                                             | 1972     | DAF MB200                                    | Den Oudsten       | NZH 6915 | Opname gewenst |
| Pijnacker                                   | 1973     | Mercedes-Benz                                | Domburg           | Ringelberg 15, Boulevard Tours 29, Verhoef 14                                                                                           | Opname gewenst |
| Brabant                                     | 1973     | Volvo                                        | ZABO              | BBA 110 |                |
| Apeldoorn/Arnhem                            | 1974     | DAF                                          | Jonckheere        | TAD 63 |                |
| 2018 naar Stichting Trolleymaterieel Arnhem | 1974     | DAF MB200 Trolleybus                         | Den Oudsten       | GVA 174 / 128 | Opname gewenst |
| Limburg                                     | 1978     | Leyland                                      | BOVA              | Leo Ringelberg (Rhoon) 50, Jacobs (Schimmert) 58, Bus 2000                                                                              | Opname gewenst |
| Apeldoorn/Arnhem                            | 1979     | Leyland                                      | Den Oudsten       | Nefkens 55, Verenigde Autobus Diensten VAD 1755                                                                                         |                |
| Brabant                                     | 1979     | Mercedes-Benz                                | Mercedes-Benz     | Zuidooster 7675, buurtbus |                |
| 2018 naar Stichting Trolleymaterieel Arnhem | 1984     | Den Oudsten B79-Kiepe Trolleybus             | Den Oudsten       | GVA, GVM, Oostnet, Connexxion (0)158 |                |
| Brabant                                     | 1986     | DAF MB200                                    | Den Oudsten       | EMA / BBA 191 |                |
| Brabant                                     | 1987     | Volvo                                        | Den Oudsten       | BBA 'sneltreinbus' 944 |                |
| Apeldoorn/Arnhem                            | 1987     | MAN                                          | Van Hool          | Van Delen (Barneveld), E. van den Broek (Zundert) 20                                                                                    |                |
| Brabant                                     | 1988     | MBG200 gelede bus                            | Den Oudsten       | BBA 881 |                |
| Apeldoorn/Arnhem                            | 1988     | DAF MB200                                    | Den Oudsten       | Verenigde Autobus Diensten VAD, Midnet, Connexxion 3931                                                                                 |                |
| Brabant, in 2014 uitgeleend aan Limburg     | 1990     | DAF-Den Oudsten B88                          | Den Oudsten       | VSL 0-535, Hermes 5348 |                |
| Brabant                                     | 1992     | DAF-Berkhof                                  | Berkhof           | CVD, Novio 647 |                |
| Apeldoorn/Arnhem                            | 1994     | Volvo-Berkhof                                | Berkhof           | Verenigde Autobus Diensten VAD, Midnet, Connexxion 4780, Willemsen de Koning (Arnhem) 382                                               |                |
| Brabant                                     | 1994     | Den Oudsten Alliance-DAF B89                 | Den Oudsten       | Zuidooster, Hermes 4888 | Opname gewenst |
| Apeldoorn/Arnhem                            | 1996     | Den Oudsten Alliance-DAF B95                 | Den Oudsten       | Midnet, Connexxion 2153 |                |
| Apeldoorn/Arnhem                            | 1998     | Den Oudsten Alliance-DAF B96                 | Den Oudsten       | Oostnet, Connexxion 2247 |                |